# نووا وس و خوتیبوره
نووا وس و خوتیبوره (به چکی: Nová Ves u Chotěboře) یک منطقهٔ مسکونی در جمهوری چک است که در ناحیه هاولیتشکوف برود واقع شده‌است. نووا وس و خوتیبوره ۱۲٫۴۲ کیلومتر مربع مساحت و ۵۷۴ نفر جمعیت دارد و ۴۰۴ متر بالاتر از سطح دریا واقع شده‌است.